# ブレゴヴォ
座標: 北緯44度9分 東経22度39分 / 北緯44.150度 東経22.650度

ブレゴヴォ
Бреговоブレゴヴォ ブルガリア内のブレゴヴォの位置

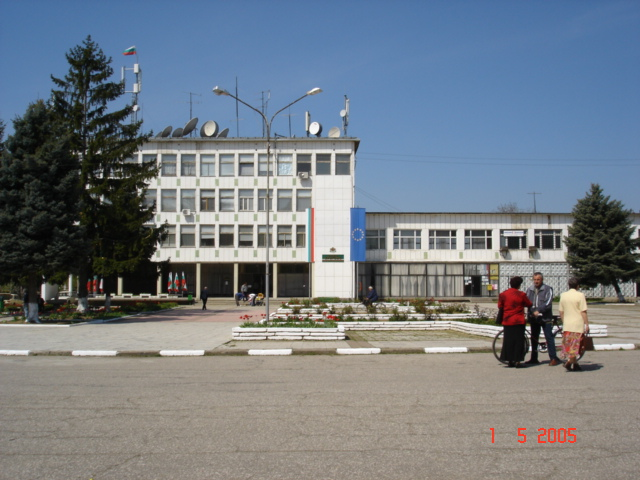
ブレゴヴォ市役所

ブレゴヴォ（ブルガリア語: Брѐгово / Bregovo）はブルガリア北西部の町、およびそれを中心とした基礎自治体。ヴィディン州に属する。
ティモク川（Тимок / Timok）の東岸にあり、その河口に近い。ヴィディンから程近く、セルビアとの国境にも近い。
町の名前は1560年のオスマン帝国の徴税人によって初めて見られる。その名前は、「岸」を意味する「ブレク」（Брег / breg）に、スラヴ語一般で「村」を意味する接尾語の「-オヴォ」（-ово / -ovo）をつけたものである。世俗の学校は1864年に、郵便局がこれに続く1879年に、関税局が1895年に作られた。公民館施設チタリシテ（Читалище / chitalishte）は1987年に作られた。

## 町村
ブレゴヴォ基礎自治体（Община Брегово）には、その中心であるブレゴヴォをはじめ、以下の町村（集落）が存在している。
- Балей
- Брегово
- Връв
- Гъмзово
- Делейна

- Калина
- Косово
- Куделин
- Ракитница
- Тияновци